# 빌 스미트로비치
빌 스미트로비치(Bill Smitrovich, 1947년 5월 16일 ~ )는 미국의 배우이다.

## 출연 작품
- 밸리 오브 본즈 (2017)
- 노벰버 맨 (2014)
- 19곰 테드 (2012)
- 럼 다이어리 (2011)
- 더 이벤트 (2010)
- 세컨드 타임 (2010)
- 마지막 자장가 (2008)
- 플래쉬 오브 지니어스 (2008)
- 세븐 파운즈 (2008)
- 이글 아이 (2008)
- 아이언맨 (2008)
- 헤븐스 폴 (2006)
- 크리미널 마인드 2 (2006)
- 콘트랙트 (2006)
- 해리스 부인 (2005)
- 크리미널 마인드 (2005)
- 위드아웃 어 트레이스 1 (2002)
- 페일 세이프 (2000)
- D-13 (2000)
- 키스 토레도 굿바이 (1999)
- 배트맨 비욘드 - 시리즈 (1999)
- 배트맨 비욘드: 더 무비 (1999)
- 퓨쳐스포츠 (1998)
- 미스터 머더 (1998)
- 더 프랙티스 시즌1 (1997)
- 에어 포스 원 (1997)
- 팬텀 (1996)
- 트리거 이펙트 (1996)
- 미시시피의 유령 (1996)
- 밀레니엄 (1996)
- 인디펜던스 데이 (1996)
- 닉 오브 타임 (1995)
- 육체의 행로 (1995)
- 애모 (1993)
- 크레이지 피플 (1990)
- 미궁 속의 알리바이 (1989)
- 레니게이드 (1989)
- 킬링 어페어 (1986)
- 맨헌터 (1986)
- 시카고 MCU (1986)
- 악마의 분신 (1985)
- 마이애미의 두 형사 (1984)
- 스플래쉬 (1984)
- 마리아스 러버 (1984)
- 오버드론 앳 더 메모리 뱅크 (1983)
- 알렉스 실종 사건 (1983)